# Straight Out of Hell
Straight Out of Hell é o décimo quinto álbum de estúdio da banda alemã de power metal Helloween. O álbum foi lançado em 18 de janeiro de 2013 e foi produzido por Charlie Bauerfeind.
O álbum saiu em duas edições: a edição padrão e a edição limitada, que contém duas faixas bônus: "Another Shot on Life" e uma versão da faixa "Burning Sun" tocada pelo tecladista de apoio da banda, Matthias Ulmer, em um órgão Hammond, dedicada ao falecido ex-tecladista do Deep Purple, Jon Lord.

## Sobre as músicas
Na ocasião do anúncio do lançamento, o guitarrista Michael Weikath afirmou:
| “ | Straight Out of Hell é o desenvolvimento consequente dos dois últimos álbuns. As novas canções são uma continuação da direção de 7 Sinners, só que menos "doom" e notavelmente mais positivas. Essas canções vão agradar até ao ouvido mais preguiçoso. | ” |

Ele também disse que considera o álbum "meio que bastante acessível ao ouvinte. E é um álbum divertido. É um álbum que não te dá medo ou te irrita ou seja o que for".
O primeiro single do álbum é a faixa de abertura "Nabataea", descrita como "O reino lendário e sua capital secreta Petra - escondida atrás de um cenário de penhascos e descoberta apenas no começo do século XX - são a origem de muitos mitos e lendas". "Nabataea" ganha um clipe. Posteriormente, em uma série de comentários em vídeo sobre as faixas publicados no Facebook oficial da banda, o vocalista Andi Deris afirmou que "é uma canção sobre um antigo país que estava perdido até 1910, quando foi finalmente descoberto e revelado como verdadeiro... Sobre uma nação que foi provavelmente a primeira democracia no mundo há 3500 anos. costumava ficar em algum lugar na Jordânia, atual Israel. E porque este foi talvez o único país que nunca trouxe guerra a outros países, eu achei que era uma grande história para contar em uma canção!" Uma versão mais curta de "Nabataea" foi lançada com um vídeo posteriormente.
As guerras também são tema da segunda faixa, "World of War", que é "uma canção muito rápida e complicada. Ela fala mais ou menos sobre como o mundo de hoje ainda está lidando com o assunto como se fosse mais ou menos um negócio... e se você der uma olhada, as pessoas estão pouco se fodendo se há vítimas. quando é por causa do dinheiro, para o dinheiro, tudo parece ser bom o suficiente", disse Andi.
Segundo Andi, a terceira faixa ("Live Now") era tão "pop" que o guitarrista Sascha Gerstner preferiu torná-la "um pouco mais moderna, um pouco mais Helloween, ainda não está no clima típico do Helloween, mas ao menos ela se encaixa perfeitamente no novo álbum".
Sobre "Far From the Stars", o baixista Markus Grosskopf afirmou: "é uma ideia de viver e na qual você tem algo em que você pode acreditar, seja uma religião ou ao menos você acredita em algo que te faz seguir em frente com sua vida. [...] Se você realmente tem [uma] crença forte, você irá sobreviver"
"Burning Sun", a canção principal do EP Burning Sun, fala sobre um lunático que sonha com estrelas e o Sol. O compositor Michael disse: "Na verdade, se ele pudesse, ele preferiria largar esta vida comum que ele tem agora. [...] Ele simplesmente quer ser uma espaçonave e guiar esta nave para o Sol.". Michael também disse que ele teve a ideia para a canção durante o banho e teve que ir para um computador imediatamente para registrá-la.
"Waiting for the Thunder" é uma canção guiada pelo piano que Andi concebeu quando estava embriagado nos Seychelles. Fala de um cara que sabe que errou mas não se importa com isso, ele apenas espera até que a punição esteja a caminho "Eu sei que às vezes eu sou este cara", disse Andi. "Wanna Be God" também foi concebida nos Seychelles, quando Andi ouviu alguns nativos festejando na praia. A canção, na qual somente Andi e o baterista Daniel Löble tocam por mais da metade de sua duração, depois completados por Michael e Sascha, é musicalmente similar a "We Will Rock You", do Queen, de acordo com o próprio Andi - de fato, ela é dedicada ao finado vocalista Freddie Mercury.
"Hold Me in Your Arms" é uma balada, uma "canção relaxante", de acordo com Markus. A faixa título foi escrita por ele também e brinca com clichês do heavy metal.
"Years", escrita por Michael, fala de como as pessoas vivem suas vidas: "Você nasce e passa um pouco de tempo na Terra [...] e aí o tempo passa, e talvez você dá alguma coisa para o mundo ou talvez você apenas viva e nada aconteça... E no fim você morre, e isso é basicamente tudo o que existe."
Em "Make Fire Catch the Fly", Andi faz uma comparação entre um cara que se sente atraído por uma mulher bonita mas não quer falar com ela porque acredita que será rejeitado, como sempre foi; e as moscas que são sempre atraídas pelo fogo e acabam se queimando, mas continuarão a voar perto das chamas de qualquer maneira.
A última faixa, "Church Breaks Down", tece críticas à Igreja sobre seus erros ao longo da história.

## Faixas
| N.º | Título                                                | Letras           | Duração |  |
| 1.  | "Nabataea" (Nabateia)                                 | Andi Deris       | 7:03    |  |
| 2.  | "World of War" (Mundo da Guerra)                      | Sascha Gerstner  | 4:56    |  |
| 3.  | "Live Now!" (Viva Agora!)                             | Andi Deris       | 3:10    |  |
| 4.  | "Far From the Stars" (Longe das Estrelas)             | Markus Grosskopf | 4:41    |  |
| 5.  | "Burning Sun" (Sol Ardente)                           | Michael Weikath  | 5:33    |  |
| 6.  | "Waiting For the Thunder" (Esperando Pelo Trovão)     | Andi Deris       | 3:53    |  |
| 7.  | "Hold Me in Your Arms" (Segure-me em Seus Braços)     | Sascha Gerstner  | 5:10    |  |
| 8.  | "Wanna Be God" (Quero Ser Deus)                       | Andi Deris       | 2:02    |  |
| 9.  | "Straight Out of Hell" (Direto do Inferno)            | Markus Grosskopf | 4:33    |  |
| 10. | "Asshole" (Babaca)                                    | Sascha Gerstner  | 4:09    |  |
| 11. | "Years" (Anos)                                        | Michael Weikath  | 4:22    |  |
| 12. | "Make Fire Catch the Fly" (Faça o Fogo Pegar a Mosca) | Andi Deris       | 4:22    |  |
| 13. | "Church Breaks Down" (Igreja Enfraquece)              | Andi Deris       | 6:06    |  |

Faixas bônus da edição limitada
| N.º | Título                                                         | Letras           | Duração |  |
| 14. | "Another Shot of Life" (Outra Dose de Vida)                    | Markus Grosskopf | 5:18    |  |
| 15. | "Burning Sun (Hammond version)" (Sol Ardente (versão Hammond)) | Michael Weikath  | 5:33    |  |

Faixas bônus da edição limitada japonesa
| N.º | Título                         | Letras           | Duração |  |
| 16. | "No Eternity" (Sem Eternidade) | Markus Grosskopf | 3:34    |  |

## Créditos
Banda
- Andi Deris – vocal
- Michael Weikath – guitarra
- Sascha Gerstner – guitarra e vocal de apoio
- Markus Grosskopf – baixo
- Dani Loeble – bateria

Convidados
- Matthias Ulmer - teclados

Produção
- Charlie Bauerfeind